# Famille Bender
 (juin 2011).
Si vous disposez d'ouvrages ou d'articles de référence ou si vous connaissez des sites web de qualité traitant du thème abordé ici, merci de compléter l'article en donnant les références utiles à sa vérifiabilité et en les liant à la section « Notes et références ».
Pour les articles homonymes, voir Bender.
La famille Bender (surnommée en anglais les Bloody Benders, les « Bender sanglants ») est une famille de tueurs en série qui possédait une petite épicerie-quincaillerie et une auberge appelée Wayside Inn dans le comté de Labette, au Kansas (États-Unis) en 1872 et 1873. La famille était apparemment constituée du père, John Bender aîné, de la mère Almira, de leur fils John le jeune et leur fille Kate, par ailleurs connus pour avoir une relation plutôt intime et affirmer être mari et femme.

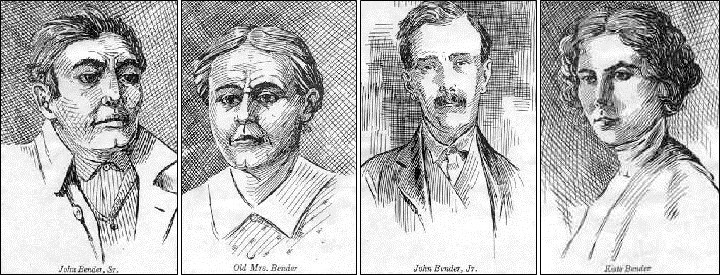
Les Bloody Benders.

## Contexte
Après la guerre de Sécession, le gouvernement des États-Unis déplace les Indiens Osages du comté de Labette vers un nouveau territoire indien situé dans ce qui allait devenir l'Oklahoma. Le terrain vacant est ensuite mis à la disposition des colons. En octobre 1870, cinq familles de spiritualistes s'établissent dans l'Ouest du comté de Labette, à environ 7 miles (11 km) au Nord-Est de l'endroit où Cherryvale serait établi sept mois plus tard et 17 miles (27 km) d'Independence. Une de ces familles est celle de John Bender à qui sont donnés 160 acres (65 ha) de terres situées à proximité de la Great-Osage Trail, qui est alors la seule voie ouverte pour voyager vers l'Ouest. À l'automne 1871, après avoir construit une cabane, une grange avec un corral et un puits, Almira Bender et sa fille Kate arrivent et la cabane est divisée en deux chambres par une bâche de chariot. Les Bender utilisent la petite salle à l'arrière pour le logement, tandis que la pièce de devant est transformée en « magasin général » et auberge. Almira et Kate Bender utilisent 2 acres (0,81 ha) pour y faire un potager et un verger au nord de la cabane.[réf. nécessaire]

## Origine[réf.nécessaire]
D'origine allemande, John Bender aîné avait la soixantaine et parlait un anglais peu compréhensible. Almira Bender avait 42 ans et était désagréable : ses voisins l'avaient surnommée « la diablesse », mais parlait couramment l'anglais. John Bender le jeune avait environ 25 ans, des cheveux auburn et une moustache : il avait un accent allemand. Il riait sans raison, ce qui a conduit certaines personnes à le considérer comme un « imbécile ». Kate Bender, qui avait autour de 23 ans, était cultivée et séduisante et parlait un bon anglais avec très peu d'accent. Guérisseuse auto-proclamée, elle distribuait des dépliants publicitaires sur ses pouvoirs surnaturels et sa capacité à guérir les maladies. Elle organisait également des séances de spiritisme et donnait des conférences sur la spiritualité, par lesquelles elle acquit une certaine notoriété pour avoir prôné l'amour libre, ce qui fit que l'auberge ne désemplissait pas. Bien que les « vieux » Bender restaient entre eux, Kate et son frère participaient régulièrement à l'école du dimanche à Grove Harmony.
Les Bender étaient considérés par tous comme des immigrants allemands, bien que seuls les hommes étaient nés à l'étranger : John Bender aîné était né Johann Flickinger, en Hanovre ou aux Pays-Bas. Almira Bender, née Meik, venait des montagnes des Adirondacks et avait initialement épousé George Griffith, dont elle avait eu 12 enfants. Elle se maria plusieurs fois, à la suite du décès de ses maris, tous morts d'une blessure à la tête. Kate était le cinquième enfant d'Almira Bender et était née Eliza Griffith. Après son mariage, Kate prit le nom de Sara Eliza Davis. John le jeune était né John Gebhardt. Certains voisins des Bender affirmaient qu'ils ne formaient pas une véritable famille mais une bande de deux couples, John et Kate n'étant pas frère et sœur, mais en fait mariés.

## Crimes[réf.nécessaire]

### Disparitions de voyageurs
En mai 1871, le corps d'un homme nommé Jones, qui avait eu le crâne fracassé et la gorge tranchée, fut découvert dans la rivière Drum Creek. Le propriétaire du terrain sur lequel se trouvait la rivière fut suspecté, mais aucune mesure ne fut prise car rien ne put être prouvé. En février 1872, les corps de deux hommes furent retrouvés avec les mêmes blessures que Jones. En 1873, les rumeurs de disparition de voyageurs ayant traversé la zone étaient devenues si communes que les voyageurs commencèrent à éviter la région, déjà largement connue pour ses voleurs de chevaux et ses brigands. Des comités de vigilance arrêtèrent certains de ces derniers, les accusant des meurtres et des disparitions, mais ils furent relâchés quelque temps plus tard par les autorités. Beaucoup de citoyens furent soupçonnés également et furent renvoyés de l'État par ces comités.

### Méthode d'assassinat
Si un client semblait être riche, les Bender lui donnaient une place d'honneur à la table, qui était placée au-dessus d'une trappe qui menait à la cave, dos au rideau de la chambre. Kate détournait l'attention de l'invité, tandis que John Bender aîné ou jeune arrivait de derrière le rideau et frappait l'invité sur le côté droit du crâne avec un marteau avant de le balancer à la trappe. Les victimes y étaient ensuite égorgées pour s'assurer de leur mort. Puis la victime était dépouillée et plus tard enterrée quelque part dans la propriété, souvent dans le potager. Plus d'une dizaine d'impacts de balle fut trouvée dans le toit et les murs de la cabane, indiquant peut-être que certaines des victimes avaient tenté de se défendre après avoir été frappées à coups de marteau.

## Suspicions et enquêtes[réf.nécessaire]

### Premières investigations
À l'hiver 1872, après les obsèques de sa femme, George Loncher quitta Indépendance et partit s'installer dans l'Iowa avec sa fille, mais personne ne les revit jamais. Au printemps de 1873, un voisin, le docteur William York, partit à leur recherche, questionnant les fermiers le long de la route. Il arriva à Fort Scott et repartit le 9 mars vers Indépendance, mais n'arriva jamais chez lui. Le Dr York avait deux frères, le colonel Ed York vivant à Fort Scott, Kansas et le sénateur Alexander York qui avait vécu à Indépendance. Tous deux étaient au courant de son voyage et quand ils n'eurent plus de nouvelles de lui, ils partirent à sa recherche. Le colonel York, à la tête d'une équipe de quelque 50 hommes, interrogea chaque voyageur le long de la route et visita toutes les fermes de la région. Le 28 mars 1873, le colonel York arriva à l'auberge des Bender accompagné d'un certain Johnson, expliquant à la famille que son frère avait disparu et leur demandant s'ils l'avaient vu. Ils admirent que le Dr York avait logé chez eux et suggérèrent la possibilité qu'il avait eu des ennuis avec des Amérindiens après son départ.
Le colonel York accepta l'explication et resta pour le dîner. Le 3 avril, le colonel York retourna à l'auberge avec des hommes armés après avoir été informé qu'une cliente avait fui l'auberge après avoir été menacée avec un couteau par Almira Bender qui prétendait ne pas comprendre l'anglais ; le jeune John contesta l'accusation contre sa mère. Lorsque York réitéra son accusation, la colère d'Almira explosa et elle accusa en très bon anglais la cliente d'être une sorcière ayant maudit son café ; elle ordonna à York et ses hommes de quitter sa maison. Avant qu'il ne parte, Kate demanda à York de revenir la voir seul le vendredi soir suivant, pour utiliser ses capacités de clairvoyance afin de l'aider à retrouver son frère. Les hommes de York étaient convaincus, ainsi qu'une famille voisine, les Roaches, de la culpabilité des Bender et voulurent qu'on les pende sur le champ ; mais York insista pour trouver d'abord des preuves irréfutables.
À la même époque, les communautés voisines commencèrent à porter des accusations contre la communauté Osage, et une réunion fut organisée par le canton d'Osage dans l'école Grove Harmony. La réunion fut suivie par 75 habitants, le colonel York ainsi que John Bender aîné et jeune. Après avoir discuté des disparitions, dont celle de William York, il fut convenu qu'un mandat de perquisition serait demandé pour fouiller chaque foyer entre les rivières Big Hill Creek et Drum Creek. Malgré les forts soupçons de York contre les Bender depuis sa visite quelques semaines plus tôt, personne d'autre ne les soupçonna et personne ne remarqua qu'ils s'étaient enfuis.

### Découvertes
Trois jours après la réunion du canton, Billy Tole conduisait du bétail en passant par derrière la propriété des Bender lorsqu'il remarqua que l'auberge était abandonnée et que les animaux de la ferme étaient affamés. Tole rapporta le fait au maire, mais à cause du mauvais temps il se passa plusieurs jours avant que des recherches ne soient entreprises. Le maire recruta des bénévoles et une centaine de personnes, dont le colonel York, partirent à la recherche des Bender. Lorsqu'ils arrivèrent à l'auberge, ils trouvèrent la cabane vide d'aliments, vêtements et effets personnels. Une mauvaise odeur provenait d'une trappe clouée sous un lit. Cette trappe dévoila une salle vide de 2 mètres carrés sur 2 mètres de haut, dont le sol était couvert de sang séché. On creusa le sol mais aucun corps ne fut découvert et ils conclurent que l'odeur venait du sang séché. Les hommes décidèrent de déplacer la cabane sur le côté afin de creuser en dessous, mais aucun corps ne fut trouvé.
Ils commencèrent alors à sonder le sol autour de la cabane avec une tige en métal, en particulier dans les terres meubles du potager et du verger, où le premier corps fut trouvé plus tard dans la soirée. Le corps du Dr York était enterré face contre terre à une très faible profondeur. Ils sondèrent le terrain jusqu'à minuit et trouvèrent neuf autres sites soupçonnés d'être des tombes avant qu'ils ne soient satisfaits de ces preuves et se retirent pour la nuit. Ils reprirent leurs fouilles le lendemain matin et huit corps furent découverts dans sept des neuf tombes, tandis qu'un autre le fut dans le puits, avec un certain nombre de parties de corps humains. Tous sauf un avaient le crâne défoncé à coup de marteau et la gorge tranchée. Il a été rapporté dans les journaux que tous avaient été « horriblement mutilés ». Le corps d'une jeune fille fut retrouvé sans blessures suffisantes pour expliquer la mort et il a été affirmé qu'elle avait été étranglée ou enterrée vivante. Un journal du Kansas a rapporté que la foule était si furieuse après la découverte des corps, qu'un ami des Bender nommé Brockman, qui était parmi les curieux, a été pendu à une poutre dans l'auberge jusqu'à l'inconscience. Ranimé et interrogé sur ce qu'il savait, il fut pendu à nouveau. Après la troisième pendaison, il fut libéré et rentra chez lui en chancelant « comme un homme ivre ou dérangé ». Un missel fut trouvé dans la maison avec des notes écrites en allemand à l'intérieur, traduites par la suite. Il y était écrit: « Johan Bender né le 30 juillet 1848 » et « John Gebhardt venu en Amérique le 1er juillet 18xx ».
L'histoire des meurtriers se propagea rapidement. Plus de 3 000 personnes, y compris des journalistes venus d'aussi loin que New York et Chicago, visitèrent le site. La cabane des Bender fut détruite par les chasseurs de souvenirs qui volèrent tout, y compris les briques qui bordaient la cave et les pierres bordant le puits.
Le sénateur du Kansas, Alexander York, un des frères du Dr York, offrit une récompense de 1 000 $ pour l'arrestation de la famille de Bender. Le 17 mai 1873, le gouverneur Thomas A. Osborn offrit une récompense de 2 000 $ pour les quatre.

## Arrestation, fuite et traque[réf.nécessaire]
Plusieurs semaines après la découverte des corps, Addison Roach et son gendre William Buxton furent arrêtés en tant que complices. Au total, douze hommes furent arrêtés. Tous avaient été impliqués dans le recel des biens des victimes dont un, membre du comité de vigilance, fut mis en cause pour avoir écrit une lettre à la place d'une des victimes, informant son épouse qu'il était arrivé sans encombre à destination, dans l'Illinois.[réf. nécessaire]
Des détectives suivirent des traces de chariot et tombèrent sur celui des Bender, abandonné, son attelage de chevaux à moitié morts de faim, juste à l'extérieur de la ville de Thayer, à 19 km (12 miles) au nord de l'auberge. Il a été confirmé que la famille y a acheté des billets de la compagnie de train Leavenworth, Lawrence & Galveston pour Humboldt. À Chanute, John Jr. et Kate descendirent du train et prirent le train Missouri–Kansas–Texas en direction du sud jusqu'au terminus, Dennison, dans le comté de Red River au Texas. De là, ils se rendirent à la frontière entre le Texas et le Nouveau-Mexique, mais ils ne furent pas retrouvés. Un détective déclara plus tard qu'il les avait traqués jusqu'à la frontière où il avait retrouvé John Bender fils, mort d'apoplexie. John Bender père et Almira ne descendirent pas du train à Humboldt, mais continuèrent vers Kansas City où l'on pense qu'ils ont acheté des billets pour Saint-Louis, Missouri.
Plusieurs milices se sont formées pour traquer les Bender. Beaucoup de versions circulent concernant leur arrestation. Un groupe a raconté qu'il les aurait attrapés et les aurait tous tués par balles, sauf Kate qu'il aurait brûlée vive. Un autre groupe a affirmé qu'il avait attrapé les Bender et qu'il les aurait lynchés avant de jeter leurs corps dans la rivière Vertdegris. Un autre encore a affirmé les avoir tués au cours d'une fusillade et enterré leurs corps dans la prairie, mais ces récits sont probablement faux car, jamais, la récompense de 3 000 $ (2009: 53 000 $) n'a été réclamée .
L'histoire de leur fuite se propagea, et la traque continua sur près de cinquante ans. Il arriva plusieurs fois que des femmes voyageant par deux furent accusées d'être Kate Bender et sa mère. En 1884, il a été rapporté que John Flickinger s'était suicidé dans le lac Michigan. Aussi en 1884, un homme âgé, correspondant à la description de John Bender aîné, fut arrêté dans le Montana pour un meurtre commis près de Salmon, dans l'Idaho voisin, et dans lequel la victime a été tuée a coups de marteau sur la tête. Un message demandant une identification positive fut envoyé à Cherryvale, mais le suspect se coupa le pied pour enlever ses menottes et mourut exsangue. Lorsque le shérif-adjoint de Cherryvale arriva, l'identification était devenue impossible en raison de la décomposition. Malgré l'absence d'identification formelle, le crâne de l'homme fut exposé comme celui du père Bender dans un saloon de Salmon jusqu'à la prohibition en 1920, quand il disparut.
Le 31 octobre 1889, il a été signalé qu'une Mme Almira Monroe et une Mme Eliza Davis avaient été arrêtées à Niles, Michigan (souvent confondue avec Détroit) quelques semaines plus tôt et leurs identités furent confirmées par deux témoins du canton d'Osage grâce à une photographie ferrotype. Une autre source affirme que LeRoy Dick, le mandataire du canton d'Osage qui avait dirigé les recherches sur la propriété Bender, partit pour le Michigan et identifia personnellement le couple. Mme Davis signa une attestation en admettant que Mme Monroe était Almira Bender et elles furent toutes deux extradées vers Oswego, Kansas, où 7 personnes sur 13 confirmèrent leur identité. Initialement prévu pour février 1890, le procès eut lieu en mai, mais le comté dut abandonner les charges et libéra les deux femmes après que leur avocat eut produit un certificat de mariage indiquant que Mme Davis avait été mariée dans le Michigan en 1872, au moment où plusieurs de ces meurtres avaient été commis. Un certain nombre de personnes remirent en question l'authenticité de ces certificats et suggérèrent que le comté était réticent à payer le transfert des deux femmes.

## Victimes[réf.nécessaire]
- 1869 : Joe Sowers. Trouvé le crâne écrasé et la gorge tranchée ; mais ne semble pas être une victime des Bender.
- Mai 1871 : M. Jones. Corps trouvé dans Drum Creek avec le crâne écrasé et coupure à la gorge.
- Hiver 1871/1872 : Deux hommes non identifiés trouvés dans la prairie en février 1872 avec le crâne écrasé et égorgés.
- 1872 : Ben Brown. Du comté de Howard, Kansas. 2 600 $ (2009: 46 000 $) manquants. Enterré dans le verger de pommiers.
- 1872 : W.F. McCrotty, Co D 123e Infanterie Ill. 38 $ et un chariot avec un attelage de chevaux disparus.
- Décembre 1872 : Henry McKenzie. Parti s'installer à Indépendance depuis le comté de Hamilton, dans l'Indiana. 36 $ et un équipage de chevaux manquants.
- Décembre 1872 : Johnny Boyle. Du comté de Howard, Kansas. 10 $, une jument de stimulation et une selle de 850 $ manquants. Trouvé dans le puits des Bender.
- Décembre 1872 : George Loncher et sa fille (les journaux contemporains ont diversement rapporté son âge, soit huit ans ou 18 mois; le plus jeune âge est plus probable). 1 900 $ (2009 : 33 600 $) manquants. Enterrés ensemble dans le verger de pommiers.
- Mai 1873 : le Dr William York. 2 000 $ (2009 : 35 000 $) manquants. Enterré dans le verger de pommiers.
- ? : John Greary. Enterré dans le verger de pommiers.
- ? : Homme non identifié. Enterré dans le verger de pommiers.
- ? : femme non identifiée. Enterrée dans le verger de pommiers.
- ? : Différentes parties de corps. Les parties ne peuvent appartenir à aucune des autres victimes trouvées.
- 1873 : Pendant les recherches, les corps de quatre hommes non identifiés ont été trouvés dans Drum Creek  et environs. Tous les quatre avaient le crâne écrasé et la gorge tranchée. Un d'entre eux peut être Jack Bogart, dont le cheval a été acheté chez un ami des Bender après sa disparition en 1872.

À l'exception de McKenzie, de York et des Loncher qui ont été enterrés à Indépendance, aucun des autres corps n'a été réclamé et ils ont été inhumés à la base d'un monticule à 1 mi (1,6 km) au sud-est du verger des Bender.
La fouille de la cabane a abouti à la récupération de trois marteaux qui avaient été utilisés comme armes pour les meurtres. Ces marteaux ont été donnés au musée des Bender en 1967 par le fils de LeRoy Dick ; c'est le Osage Township Trustee qui a dirigé la fouille de la propriété Bender. Les marteaux ont été exposées au Musée des Bender à Cherryvale, Kansas de 1967 à 1978 lorsque le site a été acquis pour une caserne de pompiers. Lorsque des tentatives ont été faites pour relocaliser le musée, elles ont donné lieu à controverse, les habitants s'opposant à ce que la ville soit connue pour les meurtres des Bender. La collection d'objets de la famille Bender a finalement été remise au Musée de Cherryvale.

## Dans la culture
- La famille Bender est le sujet ou bien a inspiré plusieurs œuvres littéraires :
  - Le roman western The Hell Benders de Ken Hodgson.
  - Le roman historique Candle of the Wicked de Manly Wade Wellman.
  - Le roman Massacre Trail de Lyle Brandt, dans lequel ils sont abattus par le shérif Jack Slade.
  - Le roman Cottonwood de Scott Phillips, qui se déroule pendant le procès de deux présumés membres survivants de la famille Bender.
  - La nouvelle They Bite Anthony Boucher.
  - La série de BD Treasury of Victorian murder de Rick Geary.
  - Le roman American Gods de Neil Gaiman, dans lequel ils sont un pseudo-culte d'adoration du dieu slave Tchernobog.
  - La bande dessinée Les Loups du Wyoming de Michel Greg et Hermann Huppen.
  - Le roman Katie de Michael McDowell, dont la famille Slape est inspirée.
- Un des épisodes de la série télévisée Histoires du siècle dernier s'intitule Kate Bender, et est axé sur le fils et la fille.
- L'épisode 5 de la saison 1 de la série télévisée The Librarians se passe dans une maison magique, rendue maléfique par la fille Katie Bender.
- L'épisode 15 de la saison 1 de la série télévisée Supernatural met en scène une famille meurtrière qui se nomment les Bender.
- Dans le jeu vidéo Red Dead Redemption II, la famille Aberdeen, des empoisonneurs apparemment accueillants, sont inspirés des Bender.

## Pour approfondir